# Hegau

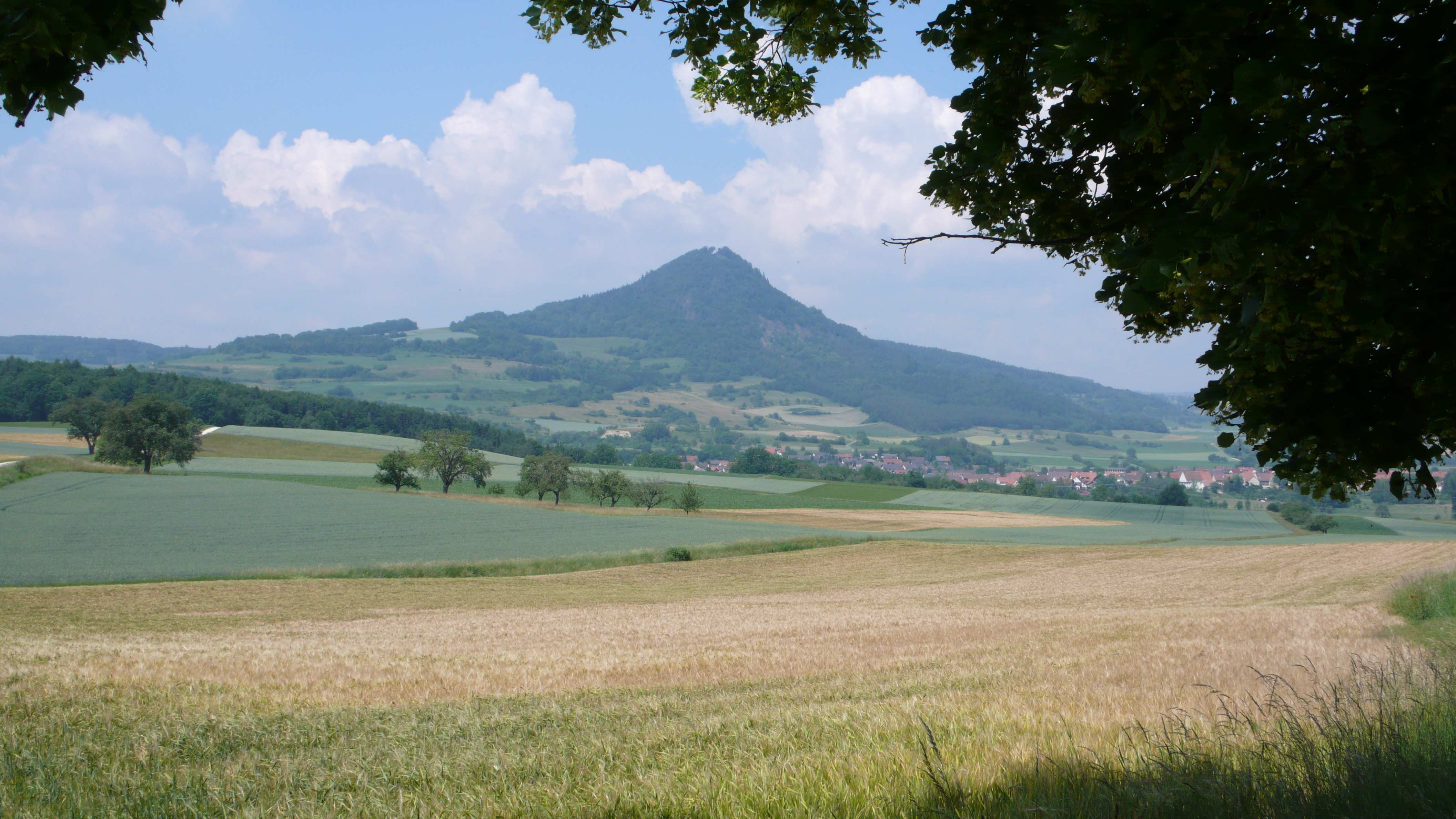
Fotografia de la regió.

L'Hegau és una regió històrica d'Alemanya, limitada al sud per Turgòvia, a l'est pel Linzgau, a l'oest per l'Alpgau i al nord pel riu Donau.
El territori fou poblat pel celtes però en foren expulsats pel sueu Ariovist que va avançar des del nord. Gairebé al mateix temps els romans van envair la zona (vers l'any 15) i també van ocupar l'Hegau que va passar a ser domini de Roma dins de la província de Rècia. Els romans van governar la zona durant més de dos segles però vers el 260 els alamans van trencar les fortificacions romanes i van entrar al nord de Rècia arribant a l'Hegau. Els llocs acabats en "ingen" són de creació alamana (per exemple, Rielasingen, Markelfingen). Per la meitat de Rètia s'estén de la frontera entre el dialecte alt alamànic (prop de la part alemanya de Suïssa) i la parla predominant en el que avui és Baden. A la segona meitat del segle V els alamans van tractar de penetrar cap al nord, però van ser detinguts pels francs i el seu rei Clodoveu I els va derrotar el 496. Els alamans van haver de cedir la terra als francs. Relativament aviat va començar la cristianització de la regió després que Clodoveu va derrotar els alamans; però no va ser fins a l'època dels carolingis (segle viii) que es van construir esglésies promogudes pel monestir alemánic de Reichenau (724) i el de Saint-Gall en les seves extenses possessions. Se sap que els alamans no foren fàcilment accessibles al cristianisme.
En el segle viii, eliminat Pipí el Breu, pare de Carlemany, les aspiracions independentistes dels alamans van ressorgir. El ducat d'Alamània es va separar immediatament com a part del regne franc subordinada al rei. La gestió de la terra va ser transferida a diversos comtes. En aquest context, apareix esmentat per primer cop un comte a l'Hegau l'any 787. Un dels nobles més poderós fou el comte Adalbert l'Il·lustre, que també va governar el Thurgau (Turgòvia) i l'Albgau.
Al començament del segle X els hongaresos van atacar i destruir l'Hegau amb les seves incursions gairebé liquidant tots els avanços culturals de l'època carolíngia. Alhora, els ducs tribals van intentar recuperar el poder. Els comtes de la nissaga de Bodman es van rebel·lar contra el rei Conrad I (911-918). Tot i que els comtes van guanyar el 915 una batalla, posteriorment van ser fets presoners i van pagar la seva traïció amb les seves vides. No obstant això, el poder va passar a un jove de nom Burcard, que va establir un ducat que aviat va ser àmpliament conegut com a Suàbia.
Després del segle X, especialment els membres de l'aristocràcia, Udalrics i Hunfrids, havien mantingut el control al Hegau, que a la segona meitat del segle XI era en possessió dels comtes de Pfullendorf i a la seva extinció amb la mort de Rodolf de Pfullendorf el 1180 va passar a l'emperador Frederic Barba-roja.
El ducat de Suàbia (Alamània) va arribar en 1079 al comte Frederic de Hohenstaufen, el progenitor de la famosa nissaga imperial dels Hohenstaufen, acabada gairebé 200 anys més tard amb la mort de Conradí (i el seu amic Frederic de Baden) al cadafal de Nàpols (1268) i també va acabar amb ell el ducat de Suàbia. El 1267, hi havia hagut una trobada entre el jove Conrad de Hohenstaufen i el comte Rodolf d'Habsburgo, al qual, sis anys més tard, van cridar els prínceps alemanys al tron.
Cap al final del segle XII Hegau va viure un moment d'auge constructor. Als pujols es van construir castells, van créixer les ciutats petites i les zona dels voltants dels assentaments. En els anys següents va alternar en funció de la situació dels senyors de la guerra. A l'edat mitjana i principis dels temps moderns, els castells van ser sovint escenari de les grans polítiques i testimoni i víctimes de les lluites de poder. La ciutat de Schaffhausen, que va facilitar a l'Hegau béns comercials importants, va adquirir un cert predomini. La noblesa de Schaffhausen va tenir un gran impacte en la política urbana, ja que era el centre del comerç de la sal i la ciutat més gran en el veïnatge immediat.
Els assessors més propers del rei Segimon van exercir el domini de l'Hegau: el comte Eberard de Nellenburg (que va rebre els seus drets com a comte d'Hegau el 1250), el comte Joan de Lupfen de Hohenhöwen, Gaspar de Klingenberg a Hohentwiel, Joan Conrad de Bodman, i Joan d'Heudorf. Al començament del segle XV molts van entrar en l'Aliança Hegauer Knight o "Cavallers de Sant Jordi", nobles federats, i les ciutats aliades de Suàbia Superior van destruir gran part dels castells Hegau. La destrucció es va completar a la Guerra dels Trenta Anys (1618-1648) sota la direcció del comandant de la Hohentwiel Württemberg, Konrad Widerholt. La casa comtal de Nellenburg, que dominava l'Hegau des de 1250, es va extingir el 1442, i el comtat de Nellenburg va passar a la casa de Tengen. Aquestos van vendre el comtat en 1465 l'arxiduc Segimon d'Àustria.
A partir de llavors el comtat Nellenburg va ser durant 350 anys part d'Àustria (o més exactament de la casa d'Àustria). El 1805 va ser assignat a Württemberg, i el 1810, sota domini napoleònic, la Hegau va ser transferit a Baden. El 1863 la línia ferroviària de Waldshut a Constança es va completar poc després de la línia de Schwarzwaldbahn a Constança, i el 1875 va arribar fins a Winterthur. Aquests enllaços de transport ferroviari van fomentar l'establiment d'indústries a l'Hegau. Avui dia, el turisme és un factor econòmic important, que al bonic paisatge de l'Hegau entre el llac Constança i l'Alt Rin, sumen el Bosc Negre (Schwarzwaldbahn) i part de Suàbia, fent la regió adient per al desenvolupament.